# Вымушев
Вымушев (укр. Вимушів) — село в Веренчанской сельской общине Черновицкого района Черновицкой области Украины.
До 2020 года входило в Заставновский район
Население по переписи 2001 года составляло 92 человека. Почтовый индекс — 59411. Телефонный код — 3737. Код КОАТУУ — 7321580402.